# بقعه امامزاده محمدرضا لنگر
بقعه امامزاده محمد رضالنگر مربوط به دوره تیموریان - دوره قاجار است و در شهرستان بجنورد، روستای لنگر واقع شده و این اثر در تاریخ ۲۵ اسفند ۱۳۸۰ با شمارهٔ ثبت ۵۱۵۳ به‌عنوان یکی از آثار ملی ایران به ثبت رسیده است.